# Уловлювач сміття «Trash Killer»

Уловлювач сміття «Trash Killer» на річці Уди

Trash Killer — це гідротехнічна споруда, розроблена та встановлена харківськими волонтерами у 2021 році. Завдяки сітці, що затримує сміття, Trash Killer здатен очищати річки від 90% сміття, яке несе течія.

## Історія
2021 рік став знаменним для екоактивіста Артема Приходько та річки Уди. За його ініціативи було організовано прибирання великого сміттєвого острову, що протягом 5 місяців очистило річку від 110 тонн сміття. Дана екоакція отримала назву «Чисті Уди». Однак виникла потреба у превентивному заході для запобігання повторному засміченню. На допомогу прийшов архітектор Андрій Рафф, який розробив проєкт сміттєвого уловлювача Trash Killer та став його головним інженером.
Екоактивісти за підтримки державних органів втілили проєкт у життя. Завдяки Департаменту захисту довкілля та природокористування при ХОДА і місцевого бізнесу, а саме заводу ім. Фрунзе, Trash Killer став реальністю.
Перший уловлювач сміття Trash Killer був встановлений 26 листопада 2021 року на річці Уди в місті Харків. Протягом першого року роботи його очищали від сміття 14 разів. За цей час ремонт не знадобився. Завдяки роботі Trash Killer з річки було вилучено 30 тонн сміття.

## Принцип роботи

Уловлювач сміття «Trash Killer»

Trash Killer працює за принципом пастки. Сміття, яке несе течією, потрапляє по понтонній напрямній конструкції до сітки уловлювача де і затримується.
Trash Killer є дуже ефективним інструментом для очищення річок від сміття. За даними екоактивістів, один уловлювач може затримувати до 10 тонн сміття на місяць.
Переваги
- Здатен затримувати до 90% сміття, яке несе течією.
- Простий в установці та експлуатації.
- Не потребує значних затрат на експлуатацію.
- Не шкодить довкіллю.

Недоліки
- Потребує регулярного очищення від сміття.

Trash Killer має значний потенціал для очищення річок України від сміття. Завдяки своїй ефективності та простоті у використанні, він може стати важливим інструментом у боротьбі за збереження довкілля.

## Результати роботи
Станом на 2024 рік конструкція Trash Killer є першою і єдиною в Україні.
За більше, ніж два роки роботи (з 26 листопада 2021 року) уловлювач очищали понад 20 разів і виловили більше 45 тонн сміття, включаючи пластик, пляшки та інші предмети.
Trash Killer зарекомендував себе як надійна, економічна та ефективна споруда, що не потребує значних фінансових вкладень. За час експлуатації було відремонтовано сміттєвий кошик та замінено пошкоджені від корозії елементи сітки.